# Internationaler Sportgerichtshof

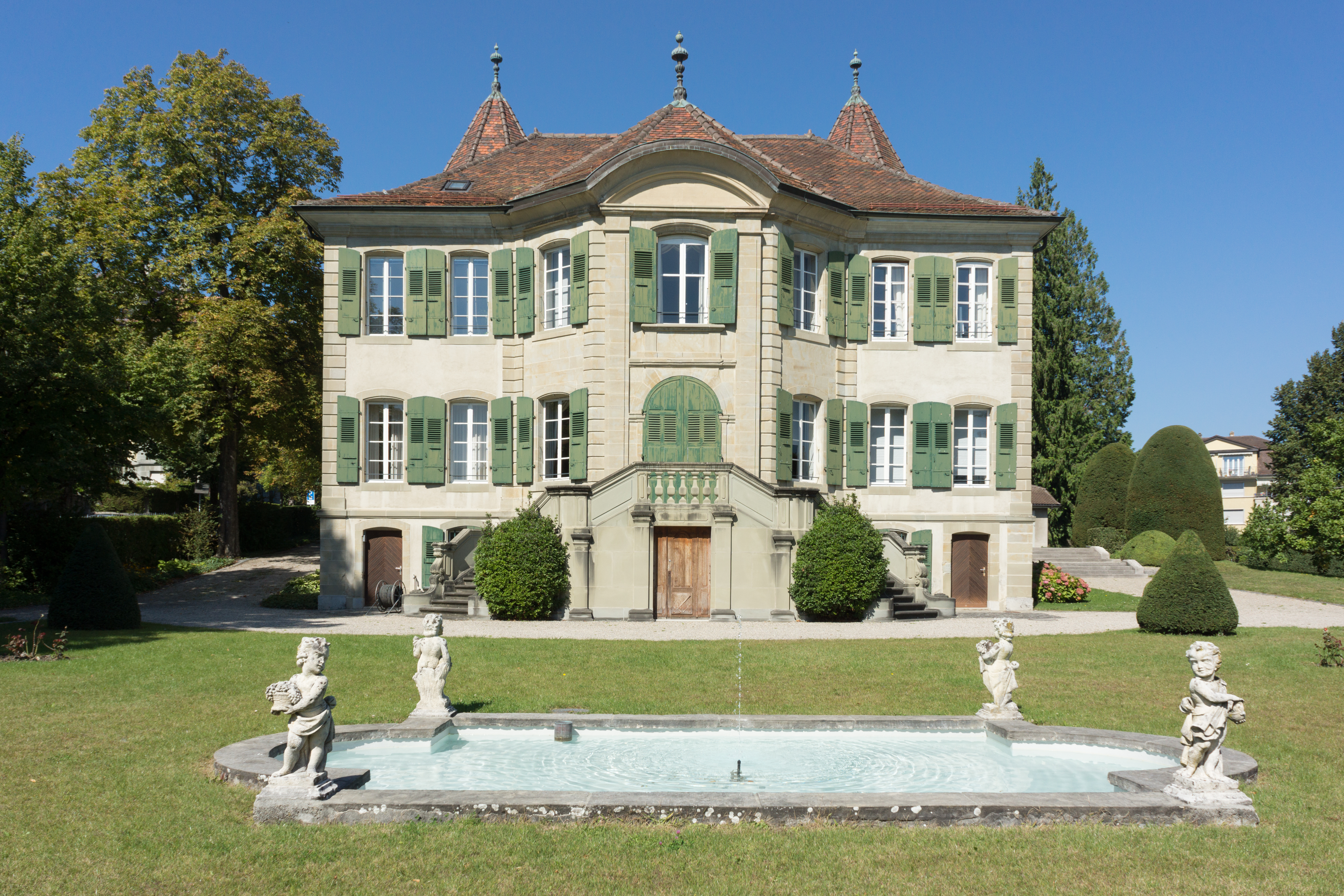
Sitz des Internationalen Sportgerichtshofs in Lausanne

Der Internationale Sportgerichtshof, englisch Court of Arbitration for Sport (CAS), französisch Tribunal arbitral du sport (TAS), ist ein unabhängiges internationales Schiedsgericht mit Sitz im schweizerischen Lausanne, das 1984 vom Internationalen Olympischen Komitee (IOC) eingerichtet wurde und als letzte Entscheidungsinstanz die oberste Sportgerichtsbarkeit für die Sportverbände und Nationalen Olympischen Komitees in Streitfragen zum internationalen Sportrecht innehat. Infolge eines Urteils des Bundesgerichts der Schweiz wurde der TAS/CAS 1994 der Stiftung Conseil International de l’Arbitrage en matière de Sport (CIAS, frz.) bzw. International Council of Arbitration for Sport (ICAS, engl.) als Träger unterstellt, die seitdem über die Verwaltung, Finanzierung und die Auswahl der Schiedsrichter entscheidet, um den TAS/CAS vom IOC unabhängig zu machen. Dem TAS/CAS gehörten 2012 über 300 Richterinnen und Richter aus 87 Nationen an.
Zu den Aufgaben des Schiedsgerichtes gehören beispielsweise die Klärung von Disziplinarfragen (bei Unklarheiten über Regelverstöße), Verfahrensfragen (etwa bei Spielertransfers), Dopingfragen und sportbezogenen Vertragsfragen (Sponsoring, Fernsehrechte etc.). Für die Dauer von bestimmten sportlichen Großereignissen, wie Olympischen Spielen oder Commonwealth Games richtet das Gericht seit 1996 nichtpermanente Tribunale ein, die eine zügige, vorläufige Bearbeitung und Schlichtung von Streitfragen gewährleisten sollen, die während der Wettkämpfe auftreten. Diese Fragen betreffen meist die Zulässigkeit von Individualbeschwerden oder Beschwerden eines nationalen Verbandes, nach deren Meinung eine andere Nation oder deren Angehörige gegen geltende Wettkampfregeln verstoßen haben sollen.
Erster und bis zu seinem Tod 2007 einziger Präsident war der Senegalese Kéba Mbaye. Am 3. April 2008 wurde der Italiener Mino Auletta zum Präsidenten gewählt, der nach dem Tode Mbayes schon die Präsidentschaft kommissarisch innehatte. Seine Amtszeit endete Ende 2010. Nachfolger ist der Australier John Coates, bisheriger Vizepräsident des TAS/CAS. Er trat sein Amt zum 1. Januar 2011 an.
Als Abkürzung wird in der Deutschschweiz üblicherweise TAS, in Deutschland dagegen CAS verwendet.

## Geschichte
Die Gründung geht auf eine Idee des damaligen IOC-Präsidenten Juan Antonio Samaranch zurück, der 1981 die Schaffung einer Sportgerichtsbarkeit vorschlug. Gründe dafür waren vor allem die fortschreitende Professionalisierung des Sports in den frühen 1980er Jahren, die auch einen Anstieg zu lösender sportspezifischer Schlichtungsfragen mit sich brachte. Da sportliche Entscheidungen auch auf internationaler Ebene entstehen, musste die zu schaffende Instanz ebenso einen internationalen Status erhalten.
Die Statuten wurden 1983 ratifiziert und traten am 30. Juni 1984 in Kraft. Der TAS/CAS setzte sich bei seiner Gründung aus 60 Mitgliedern zusammen, die anfangs ausschließlich vom IOC, den internationalen Verbänden, den Nationalen Olympischen Komitees und dem IOC-Präsident bestimmt wurden.
Eine erste offizielle Anerkennung durch ein oberstes Landesgericht erfuhr der Internationale Sportgerichtshof im März 1993 durch das Schweizer Bundesgericht. Dieses Gericht erkannte die Gerichtsbarkeit und das Urteil des Internationalen Sportgerichtshofs gegen den deutschen Reiter Elmar Gundel, die Disqualifikation nach Doping seines Pferdes, an. Es bemängelte jedoch den organisatorischen und finanziellen Einfluss durch das IOC, da das IOC das Gericht vollständig finanzierte und das Recht hatte, die Statuten zu ändern.
1994 wurde der TAS/CAS daraufhin grundlegend reformiert. Um den Sportgerichtshof unabhängiger zu machen, wurde das Conseil International de l’Arbitrage en matière de Sport/International Council of Arbitration for Sport (CIAS/ICAS), eine Stiftung nach schweizerischem Recht, als oberste Institution des TAS/CAS gegründet, die mit ihrem zehnköpfigen Vorstand nun die Führung und die Finanzierung des TAS/CAS übernahm. Es wurde eine eigene Kammer für Einsprüche eingeführt, um solche Fälle schneller bearbeiten zu können. Zudem wurde ein neues Gesetzbuch für sportspezifische Rechtsprechung in Kraft gesetzt. Außerdem wurde die Zahl der Schlichter erhöht. 2000 sollte sie bereits 186 betragen.
1996 eröffnete der CIAS/ICAS Büros in Sydney und in Denver (später in New York), um den Zugang zum TAS/CAS in Amerika und Ozeanien zu erleichtern. Zu den Olympischen Sommerspielen in Atlanta wurden erstmals nichtpermanente Tribunale eingerichtet, die Schlichtungsfragen vorläufig bearbeiten. 2000 wurde neben den Olympischen Spielen auch ein solches Tribunal erstmals bei den Fußball-Europameisterschaften eingeführt. 2002 erkannte auch die FIFA den TAS/CAS als oberstes internationales Sportgericht an.

## Probleme und Kritik
Besonderheiten der Rechtsprechung, der Zuständigkeiten und der Rechtskraft der richterlichen Entscheidungen trugen in der Vergangenheit wiederholt zu Akzeptanzschwierigkeiten des Internationalen Sportgerichtshofes bei.
Das Gericht unterliegt Schweizer Recht. Seine Entscheidungen können vor dem Schweizer Bundesgericht angefochten und auch aufgehoben werden. Dies wäre jedoch nur dann der Fall, wenn qualifizierte Beschwerdegründe vorliegen, dem TAS/CAS müssten beispielsweise grobe Verfahrensfehler nachgewiesen werden. Obwohl der Internationale Sportgerichtshof in den meisten Ländern als oberste Sportgerichtsbarkeit fungiert, wird er nicht von allen nationalen Sportverbänden als letzte Instanz anerkannt. Dies verhindert eine internationale Gleichbehandlung aller Sportler in Sportrechtsfragen.
Urteile des Internationalen Sportgerichts besitzen zivil- und strafrechtlich grundsätzlich keine Wirkung. So klagten verschiedene des Dopings überführte Sportler ihr Recht bei nationalen ordentlichen Gerichten ein. Danilo Hondo erwirkte beispielsweise 2006 beim Schweizerischen Bundesgericht die Aufhebung der vom TAS/CAS verhängten Dopingsperre bis zu einer endgültigen rechtlichen Entscheidung.
Am 26. Februar 2014 sprach eine Kammer des Landgericht München I ihr Urteil zu Claudia Pechsteins Klage gegen die Deutsche Eisschnelllauf-Gemeinschaft und die Internationale Eislaufunion (Az. 37 O 28331/12). Das Urteil stellt das gesamte System der Sportgerichtsbarkeit infrage: Es nennt die in der „Athletenvereinbarung“ getroffene Schiedsvereinbarung „unwirksam“, weil diese „seitens der Klägerin nicht freiwillig getroffen“ worden sei. Zum Zeitpunkt des Abschlusses habe es ein „strukturelles Ungleichgewicht“ gegeben; DESG und ISU hätten „eine Monopolstellung“ ausgespielt. Die Internationale Eislaufunion ging in Revision. Am 7. Juni 2016 wies der Bundesgerichtshof Pechsteins Klage daraufhin als unzulässig zurück mit Verweis auf die Schweizer Gerichtsbarkeit. Die richterlichen Bewertungen in Deutschland bleiben damit höchst gegensätzlich. Pechstein erhob gegen diese Entscheidung Verfassungsbeschwerde, der das Bundesverfassungsgericht mit Beschluss vom 3. Juni 2023 statt gab.
Anfang September 2018 erklärte der Brüsseler Appellationshof bezüglich der Klage eines belgischen Fußballvereins gegen das ihn betreffende Verbot der Dritteigentümerschaft, die in den Statuten von unter anderem belgischem Fußballverband sowie UEFA und FIFA enthaltene Verpflichtung, Streitigkeiten zwischen Spielern, Vereinen und Verbänden vor dem TAS/CAS zu regeln, für rechtswidrig und sich für die Entscheidung über die Klage zuständig.
Auch geriet das Gericht aufgrund verschiedener strittiger Entscheidungen mehrfach in die Kritik.
- 2003 lehnte der TAS/CAS einen Antrag des Leichtathletik-Weltverbandes IAAF ab. Der US-amerikanische Leichtathletikverband (USA Track & Field) sollte den Namen eines Dopingsünders preisgeben, der bei den Olympischen Spielen 2000 für die USA eine Medaille in Leichtathletik errang. Der Internationale Sportgerichtshof begründete die Entscheidung mit den rechtlichen Bestimmungen in den USA. Dem USATF, der Sportler, die bereits vor den Spielen positiv getestet wurden nicht sperrte sowie das Vergehen nicht an den Weltverband gemeldet hatte, hätte eine Millionenklage gedroht, wenn die Rechte des Sportlers durch die Namensnennung verletzt worden wären. Weiterhin wäre die zeitnahe Ausräumung rechtlicher Widersprüche zwischen den nationalen und den internationalen Regelungen durch die IAAF versäumt worden.[10]
- 2004 stieß die Entscheidung, den deutschen Olympiasiegern im Vielseitigkeitsreiten von Athen wegen eines durch einen Fehler des Zeitnehmers bedingten Regelverstoßes die Goldmedaille abzuerkennen, auf Unverständnis, da diese Entscheidung allein die Sportler bestrafte.[11][12]
- 2005 hob der TAS/CAS die Dopingsperre des geständigen Bahnradfahrers Mark French auf, weil für eine Sperre ein wissenschaftlicher Nachweis vonnöten wäre und ein Geständnis nicht ausreiche.[13]
- 2006 wies der Internationale Sportgerichtshof eine Klage des DSV gegen eine durch die FIS ausgesprochenen Schutzsperre für die Skilangläuferin Evi Sachenbacher-Stehle bei den Olympischen Winterspielen in Turin aufgrund eines zu hohen Hämoglobin-Wertes ab, obwohl der DSV hätte belegen können, dass die Sportlerin genetisch bedingt einen grenzwertigen Wert aufweist, der sich bei langem Höhenaufenthalt noch erhöht.[14][15]